# Carboy
Carboy (pers. قرابه qarābah von arab. qarrāba, "großer Krug") war ein persisches Volumenmaß für Flüssigkeiten. Verbreitet war es an der Küste um Gamron (Gombron).
- 1 Carboy = 5 Gallons (niederl.)

Das Wort hat Eingang in die englische Sprache gefunden und bezeichnet dort einen Glasballon.